# Filmåret 1982

## Händelser

### Januari
- 13 januari – Svenska filmskådespelerskan Anita Ekberg besöker Sverige för första gången på 13 år.[1]

### Mars
- 29 mars – Oscarsgalan hålls i Hollywood.[1],

### December
- 10 december – Steven Spielbergs film E.T. har premiär i Sverige.

## Academy Awards, Oscar: (i urval)
| Kategori                  | Vinnare                                      |
| ------------------------- | -------------------------------------------- |
| Bästa film                | Gandhi                                       |
| Bästa regi                | Richard Attenborough (Gandhi)                |
| Bästa manliga huvudroll   | Ben Kingsley (Gandhi)                        |
| Bästa kvinnliga huvudroll | Meryl Streep (Sophies val)                   |
| Bästa manliga biroll      | Louis Gossett Jr. (En officer och gentleman) |
| Bästa kvinnliga biroll    | Jessica Lange (Tootsie)                      |
| Bästa utländska film      | Volver a empezar (Spanien)                   |

Se här för komplett lista

## Årets filmer

### Siffra (1,2,3...) eller specialtecken (@,$,?...)
- 48 timmar

### A - G
- Avskedet
- Blade Runner
- Blue Collar America
- Brittiska sjukan
- Cat People
- Conan Barbaren
- Den enfaldige mördaren
- Den mörka kristallen
- Den sista enhörningen
- Det bästa lilla horhuset i Texas
- Domslutet
- Döda män klär inte i rutigt
- E.T.[2]
- Ebba the Movie
- Fanny och Alexander[3]
- Fitzcarraldo
- Fredagen den 13:e 3
- Gandhi
- Garp och hans värld
- Grease 2
- Gräsänklingar

### H - N
- Hungermarschen
- Häftigt drag i plugget
- Ingenjör Andrées luftfärd
- Jönssonligan & Dynamit-Harry[4]
- Kamikaze 1989
- Med Erich von Däniken i Peru av Ferry Radax
- Målaren

### O - U
- Parsifal
- Pilska Julia på bröllopsresa
- Poltergeist
- Rocky III
- Skierri – dvärgbjörkarnas land
- Star Trek II Khans vrede
- Svartjobb
- Tenebre
- Tootsie
- Tron

### V - Ö
- Victor/Victoria
- Woman of Fire '82[5]

## Födda
- 6 januari – Eddie Redmayne, brittisk skådespelare
- 23 januari – Geoffrey Wigdor, amerikansk skådespelare.
- 31 januari – Helena Paparizou, svensk-grekisk musiker, fotomodell och skådespelare.
- 3 mars – Jessica Biel, amerikansk skådespelare.
- 31 mars – James Napier, nyzeeländsk skådespelare
- 1 april – Sam Huntington, amerikansk skådespelare.
- 5 april – Hayley Atwell, brittisk skådespelare
- 15 april – Seth Rogen, kanadensisk skådespelare och manusförfattare
- 30 april – Kirsten Dunst, amerikansk skådespelare.
- 1 maj – Jamie Dornan, irländsk skådespelare
- 31 maj – Jonathan Tucker, amerikansk skådespelare.
- 1 juli – Hilaire Burton, amerikansk skådespelare.
- 8 juli – Sophia Bush, amerikansk skådespelare.
- 18 juli – Priyanka Chopra, indisk skådespelare
- 24 juli – Anna Paquin, nyzeeländsk skådespelare.
- 13 augusti – Sebastian Stan, rumänsk-amerikansk skådespelare
- 27 september – Anna Camp, amerikansk skådespelare
- 30 september
  - Lacey Chabert, amerikansk skådespelare.
  - Kieran Culkin, amerikansk skådespelare.
- 7 oktober – Anastasia Stotskaya, rysk sångerska, skådespelare och musikalartist.
- 10 oktober – Dan Stevens, brittisk skådespelare
- 19 oktober – Gillian Jacobs, amerikansk skådespelare
- 12 november – Anne Hathaway, amerikansk skådespelare.
- 30 november – Elisha Cuthbert, kanadensisk skådespelare.
- 29 december – Alison Brie, amerikansk skådespelare
- 30 december – Kristin Kreuk, kanadensisk skådespelare.

## Avlidna
- 12 januari – Tryggve Jerneman, svensk skådespelare.
- 19 januari – Börje Larsson, svensk regissör, manusförfattare, sångtextförfattare och skådespelare.
- 30 januari – Stanley Holloway, brittisk skådespelare.
- 10 februari – Olov Wigren, svensk skådespelare.
- 5 mars – John Belushi, amerikansk skådespelare.
- 22 mars – Ingemar Holde, svensk skådespelare.
- 26 mars – Anders Börje, svensk sångare, kompositör och skådespelare.
- 15 april – Gunnar Ekwall, svensk skådespelare.
- 3 maj – Hortensia Hedström, svensk operettsångerska och skådespelare.
- 1 juni – Per G. Holmgren, svensk regissör, manusförfattare, kompositör och sångtextförfattare.
- 5 juni – Olle Hellbom, svensk filmregissör.[1]
- 6 juni – Gösta Rodin, svensk regissör, manusförfattare och filmklippare.
- 10 juni – Rainer Werner, västtysk filmregissör.[1]
- 29 juni – Henry King, 94, amerikansk filmregissör.[1]
- 6 juli – Hilding Bladh, svensk filmfotograf.
- 8 juli – Isa Miranda, italiensk skådespelare.
- 12 juli – Kenneth More, brittisk skådespelare.
- 29 juli – Harold Sakata, amerikansk skådespelare.
- 7 augusti – Urban Sahlin, svensk skådespelare.
- 11 augusti – Folmar Blangsted, dansk-amerikansk filmregissör, klippare och manusförfattare.
- 12 augusti – Henry Fonda, amerikansk filmskådespelare.[1]
- 13 augusti – Bjarne Andersen, norsk skådespelare, manusförfattare och regissör.
- 20 augusti – Ulla Jacobsson, 53, svensk skådespelare.[1]
- 29 augusti – Ingrid Bergman, 67, svensk skådespelare.[1]
- 8 september – Folke Hamrin, svensk skådespelare.
- 14 september – Grace Kelly, amerikansk skådespelare, furstinna av Monaco.
- 17 september – Catrin Westerlund, svensk skådespelare.
- 10 oktober – Anna-Lisa Ryding, svensk skådespelare och sångerska.
- 27 oktober – Mary Gräber, svensk skådespelare.
- 30 oktober – Karl-Ragnar Gierow, svensk regissör, manusförfattare, skådespelare och sångtextförfattare.
- 1 november – King Vidor, amerikansk filmregissör.[1]
- 4 november – Dominique Dunne, amerikansk skådespelare.
- 5 november – Jacques Tati, 74, fransk komiker och regissör.[1]
- 7 november – Leo Myhrán, svensk skådespelare och inspicient.
- 13 november – Curt Siwers, svensk skådespelare.
- 16 november – Mim Ekelund, svensk dansare och skådespelare.
- 21 november – Gertie Löweström, svensk skådespelare.
- 2 december – Marty Feldman, skådespelare.
- 25 december – Gustaf Färingborg, svensk skådespelare.

### Fotnoter
1. 1 2 3 4 5 6 7 8 9 10   Horisont 1982. Bertmarks
2. ↑  IMDB, läst 1 mars 2012
3. ↑  IMDB, läst 1 mars 2012
4. ↑  IMDB, läst 29 februari 2012
5. ↑  IMDB, läst 23 april 2012